# Bell Lines
Bell Lines Limited war eine irisch/niederländische Linienreederei und ein Containerterminalbetreiber. Das Unternehmen zählte zu den Pionieren der Containerschifffahrt in Europa.

## Geschichte

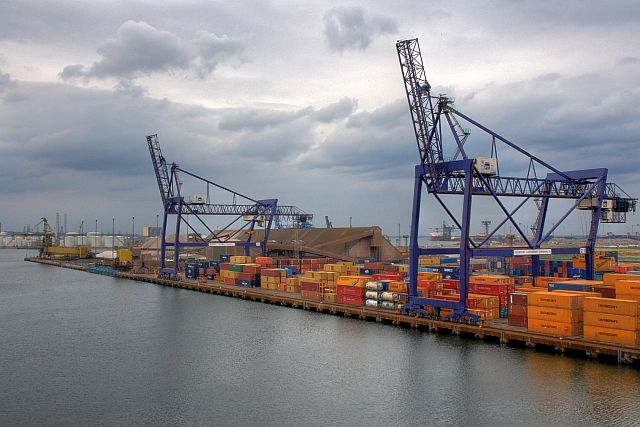
Das Bell-Lines-Terminal in Teesport

Das Unternehmen mit Sitz in Waterford hatte seine Wurzeln im Dubliner Speditions- und Schifffahrtsunternehmen George Bell & Company Ltd., das am 28. August 1936 gegründet wurde.
Am 10. April 1961 wurde Bell Lines in Dublin gegründet und ab 1962 (andere Quelle: 1964) unterhielt Bell in Zusammenarbeit mit der Glasgower Reederei Clyde Shipping Company einen Liniendienst für palettierte und nicht standardisierte, containerisierte Ladung von Waterford zum Mersey. 1963 wurde ein weiterer Dienst zwischen Dublin und Preston in Zusammenarbeit mit der Reederei Atlantic Steam Navigation Company aus Preston aufgebaut. 1964 eröffnete George Bell ein Bellport genanntes Containerterminal in Newport am Usk. Im selben Jahr gründeten George Bell & Company, die Clyde Shipping Company und die Atlantic Steam Navigation Company das Waterford Consortium, um einen Containerfeederdienst zwischen Preston und Waterford – einer der ersten Kurzstrecken-Containerliniendienste in Europa – zu betreiben. Der Anteil der Clyde Shipping Company wurde 1974 von George Bell übernommen. 1966 eröffnete George Bell einen weiteren Containerdienst zwischen Waterford und Rotterdam als Bell Line. Die ersten hier eingesetzten Schiffe Bell Vanguard und Bell Valiant wurden bei deutschen Reedereien gechartert (die Bell Vanguard war das erste deutsche Containerschiff überhaupt). Der Containerumschlag fand zunächst an der Frank Cassin Wharf in Waterford und im Brittanniëhaven in Rotterdam statt. Später wurde das Belview Container Terminal in Waterford gebaut und von Bell Lines betrieben. Ab 1967 kam ein Containerdienst zwischen Middlesbrough und Rotterdam hinzu.

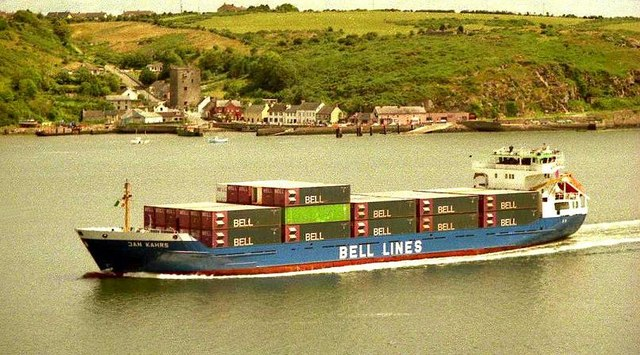
Die Jan Kahrs, eines der Charterschiffe der Bell Lines

Bis in die 1970er und 1980er Jahre baute Bell weitere Linien zwischen dem Kontinent, Irland und dem Vereinigten Königreich auf und ließ in den späten 1970er Jahren eine größere Serie eigener Schiffe auf der japanischen Werft Kagoshima Dock & Iron Works in Kagoshima bauen. Insgesamt wurden rund 60 eigene und eingecharterte Schiffe, hauptsächlich Feederschiffe betrieben, darunter auch die weltweit ersten Open-Top-Containerschiffe Bell Pioneer und deren Schwesterschiff Euro Power.
1986 erwarb der Rotterdamer Hafendienstleister H.E.S. Beheer alle Anteile der Bell Lines, beließ das Unternehmen aber unter eigener Regie. Im Zuge der Fokussierung auf seinen Hauptgeschäftsfeld, den Massengutumschlag, veräußerte H.E.S. Beheer Bell Lines zum Ende des Jahres 1993 wieder.

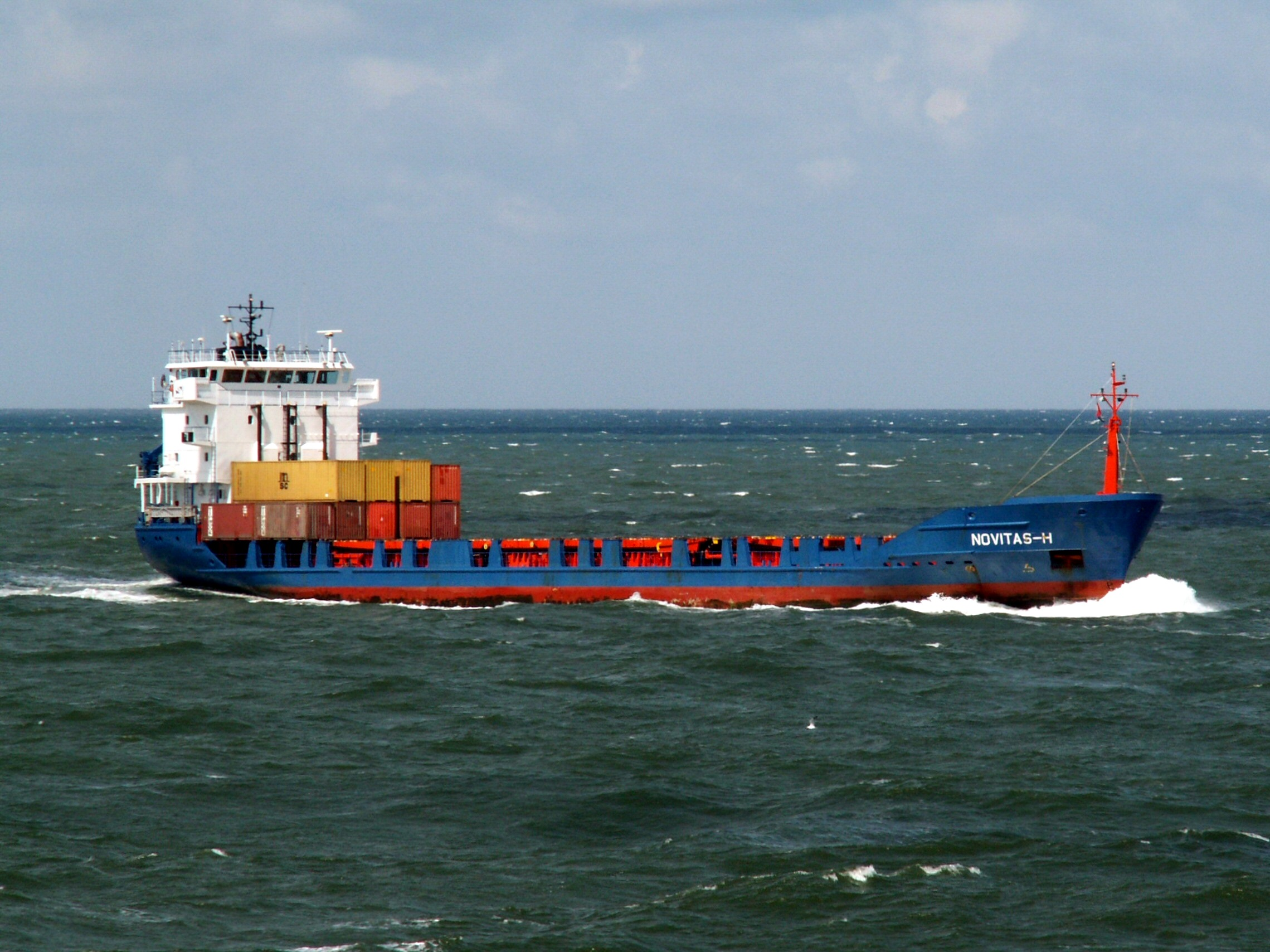
Die Novitas-H, ex Bell Ady

Nachdem Bell fast drei Jahrzehnte ein Terminal im Brittanniëhaven betrieben hatte, begann das Unternehmen im März 1995 mit dem Bau eines neuen Short Sea Center / Mertens-Terminal genannten Containerhafens im Rotterdamer Beatrixhaven, der ein gutes Jahr darauf in Betrieb genommen werden konnte. In den Jahren 1995/96 übernahm Bell Lines mit den Schwesterschiffen Bell Ady, Bell Astron und Bell Atlas drei Neubauten des Typs Elbewerft EWB 340 von der Elbewerft Boizenburg.
1996 gab es während eines Schlechtwetters einen schweren Schaden wegen nichtgesicherter Containerbrücken in Waterford, dessen Abwicklung die Kapitaldecke des Unternehmens überforderte. Zudem klagte Bell Lines über Ladungsausfälle durch den 1994 eröffneten Eurotunnel. Im Februar und Juli 1997 beschäftigte sich das Unterhaus des irischen Parlaments mit den finanziellen Problemen des Unternehmens. Im Juni 1997 versuchte Bell Lines eine Umstrukturierung und beantragte einen Zahlungsaufschub. Zu diesem Zeitpunkt bestand ein Kaufinteresse der Irish Continental Group (ICG), einem der Hauptanteilseigner. Ab 22. Juli 1997 wurde das Mertens-Terminal als Rotterteam Short Sea Terminal (RST) im Besitz von European Combined Terminal (ECT, 33,3 %) und der Deka-Gruppe (Steinweg Handelsveem und Lehnkering Montan Nederland, 66,6 %) weitergeführt. Im August wurde klar, dass das Unternehmen Bell Lines als solches nicht mehr zu retten war und das Unternehmen wurde aufgelöst.

## Die Schiffe (Auswahl)
| Bell-Lines-Schiffe           | Bell-Lines-Schiffe                    | Bell-Lines-Schiffe | Bell-Lines-Schiffe | Bell-Lines-Schiffe                                      | Bell-Lines-Schiffe        | Bell-Lines-Schiffe |
| Bauname                      | Bauwerft/ Baunummer                   | IMO-Nummer         | Ablieferung        | Auftraggeber                                            | Dienstzeit bei Bell Lines | Umbenennungen und Verbleib |
| ---------------------------- | ------------------------------------- | ------------------ | ------------------ | ------------------------------------------------------- | ------------------------- | --- |
| Bell Vanguard                | Sietas/588                            | 6611772            | 1966               | Jürgen Heinrich Breuer, Hamburg                         | 1966–1977                 | 1978 Fallwind, am 5. März 1988 gesunken |
| Bell Concord                 | G. & H. Bodewes/400                   | 5017632            | 1953               | Wansbeck Shipping Co. (Anthony & Bainbridge), Newcastle | 1967–1969                 | Wansbeck, 1961 Anglobel, 1967 Bell Concord, 1969 Concord, 1970 Blue Calypso, 1973 Ikarian Sea, 1979 Georgios H, 1985 Agios Makarios, 1989 Fatima, 1997 Kamar, 1999 Maya, 2002 Dou Dou, 2003 im Register gelöscht.                                                                                          |
| Anke                         | Sietas/597                            | 6708678            | 1967               | Jonny Winter, Hamburg                                   | 1967–1977                 | abgeliefert als Bell Venture, 1977 Linde, 1993 Stephanie, 1995 Ocean Eagle I, 1995 Sea Eagle, 1996 Viking Trader, 1998 Optimist, 1999 Princess L, 2000 Le Printemps, 2004 Precision Express, 2012 im Register gelöscht.                                                                                    |
| Bernd Becker                 | Sietas/609                            | 6711778            | 1967               | Arnold Becker, Jork                                     | 1967–1977                 | abgeliefert als Bell Valiant, 1977 Bernd Becker, 1983 Kormoran, am 8. Dezember 1986 auf Position 52,15°N; 002,30°E in Brand geraten und 1987 bei Kerkhove Holland in Zwijndrecht verschrottet. |
| Jonny Ritscher               | Sietas/596                            | 6805165            | 1967               | Gerd Ritscher, Mooregge                                 | 1967–1977                 | abgeliefert als Bell Victor, 1977 Jonny Ritscher, 1982 Jonny H, 1985 Gritt Clipper, 1986 Fokion, 1987 Cavalier Clipper, 1994 Arawak Clipper, 1998 Pioneer Star, 2005 Pioneer Star I, 2010 Bryan Joseph I, 2014 Niky, so in Fahrt.                                                                          |
| Bell Vision                  | J. Bodewes/154                        | 7002473            | 1969               | –                                                       | 1969–1971                 | 1971 Christina Bos, 1972 Christina I, 1974 Suffolk, 1976 Windle Star, 1980 Brora, 1982 Charles Cruz, 1989 Tarik, 1996 Nawara I, 1997 Ayat Allah, 1999 Moro I, 2003 Batoul M, 2003 Lolo M, 2004 Özlem, 2006 vor Batumi havariert, Wrack bis Anfang/Mitte der 2010er Jahre entfernt                          |
| Bell Combat                  | SA Brugeoise/c25                      | 5313048            | 1954               | –                                                       | 1969                      | 1954 als Santiago, 1966 Kathar, 1969 Bell Combat, 1969 Apollo, am 29. September 1971 vor Skye auf Grund gelaufen und zerbrochen |
| Bell Vigilant                | Rolandwerft/974                       | 7017442            | 1970               | –                                                       | 1970–1978                 | Stapellauf als Arktic, abgeliefert als Bell Vigilant, 1978 Arktic, 1981 Hanne J, 1983 Pico do Castelo, am 31. Januar 1988 nach Feuer an Bord vor Madeira aufgegeben und später nach Funchal geschleppt, vermutlich daraufhin verschrottet                                                                  |
| Bell Vigour                  | Rolandwerft/975                       | 7027758            | 1970               | –                                                       | 1970–1978                 | Stapellauf als Steinner, 1970 Bell Vigour, 1978 Berg Star, 1979 Vigour, 1981 Ingrid S., 1988 Inger, 1992 Acacia, 1995 Stream Liner, 1995 Parana Feeder, als Reina del Parana in Fahrt |
| Bell Crusader                | James Lamont & Co./387                | 5114600            | 1956               | The South Georgia Company                               | 1971–1976                 | 1956 Fidra, 1969 Ajax, 1971 Bell Crusader, 1976 Katerina Pa., 1979 Sabina, 1980 Adham I, 1982 Negwan, ab September 1985 vor dem Hafen von Tripoli, Libanon, aufgelegt und am 26. November 1985 an selber Stelle in einem Sturm gesunken                                                                    |
| Bell Cavalier                | Scheepswerf Hoogezand/152             | 6918951            | 1969               | Mare Schiffahrtskontor (Horst Zeppenfeldt), Wien        | 1973/74 und 1975–1978     | 1969 Valdes, 1973 Bell Cavalier, 1974 Valdes, 1975 Bell Cavalier, 1978 Minitrans, 1986 Aasland, 2005 Red Duchess |
| Birte Ritscher               | Sietas/698                            | 7324871            | 14.07.1973         | Gerd Ritscher, Moorende                                 | 1973–1979                 | abgeliefert als Bell Voyager |
| Gertrud Bos                  | Schiffswerft Korneuburg/695           | 7028453            | 1970               | –                                                       | 1974/75                   | 1973 Zepforwarder, 1974 Bell Champion, 1975 Zep Forwarder, 1975 Coueron, 1981 Mistelle, 1983 Miss Annie, 1986 Miss Elly, 1986 Hafra, 1992 Nour Allah, 1993 Feeder B. 1997 Feeder Trader, 2000 Blue Feeder, 2004 Mia, am 7. Oktober 2013 verlorengegangen.                                                  |
| Bell Chieftain               | Bodewes Scheepswerven Martenshoek/508 | 7035432            | 1970               | –                                                       | 1974/75                   | Stapellauf als Dorothee Bos, 1970 Dynacontainer IV, 1971 Tor Timber, 1972 Dynacontainer, 1972 Tropic, 1974 Bell Chieftain, 1975 Tropic, 1982 Hybur Tropic, 1984 Tropic, 1988 Mer Star, 1991 Carib Star, 1992 Ann Mary, 1993 Irma, ? Allegro Sea, 1996 Gulf Viking, 1998 Dynacontainer I, 1998 Castor, -    |
| Bell Vantage                 | Sietas/746                            | 7361661            | 1974               | Bell Lines                                              | 1974–1978                 | 1974 Bell Vantage, 1978 Vantage, 1993 Corinna, nach Feuer an Bord am 11. August 2000 als Totalverlust abgeschrieben und bis mindestens 2002 in Miami als Auflieger, ab 2004 als Gloria T in Fahrt, 2014 als Auflieger in Georgetown                                                                        |
| Bell Rover                   | Kagoshima Dock/94                     | 7613430            | 1976               | Bell Lines                                              | 1976–1993                 | zuletzt als Hai De Li in Fahrt |
| Bell Ranger                  | Kagoshima Dock/95                     | 7613442            | 1976               | Bell Lines                                              | 1976–1996                 | 1982 auf der Elsflether Werft um zwölf Meter verlängert, 1996 Als, 1996 Perma Glory, 2003 Iran Glory, 2004 Mataf Star, 2013 Moshref, 2022 Farahi 1, so in Fahrt. |
| Bell Racer                   | Kagoshima Dock/93                     | 7613428            | 1977               | Bell Lines                                              | 1977–1997                 | 1997 Blue Sky 1, 2000 Xin Chang - |
| Bell Raider                  | Kagoshima Dock/114                    | 7709356            | 1977               | Bell Lines                                              | 1977–1988                 | 1988 Laura, 1994 Laura I, 2002 an Abbrecher in Kuba |
| Bell Rebel                   | Kagoshima Dock/115                    | 7709368            | 1977               | Bell Lines                                              | 1977–1988                 | 1988 Estrella, 1994 Estrella I - |
| Bell Ruler                   | Kagoshima Dock/96                     | 7613454            | 1977               | Bell Lines                                              | 1977–1997                 | 1997 Blue Sky 2, 2003 Hai Xiang Tong |
| Bell Variant                 | Sietas/799                            | 7615036            | 1977               | Reederei Dede                                           | 1977/78                   | 1977 Jörn Dede, 1977 Bell Variant, 1978 Jörn Dede, 1983 Akak Progress, 1986 Jörn Dede, 1995 Baltic Courier, 2004 Baltic Carrier, 2007 Majeda, 2010 JSM, 2014 Christina, 2015 Leith, 2016 Anwar-A, 2018 Banyas, 2019 Banyas 1 (spätestens 2019 zum Tiertransporter umgebaut), seit 2024 als Leader in Fahrt |
| Bell Reliant                 | Kagoshima Dock/119                    | 7709409            | 1978               | Bell Lines                                              | 1978–1991                 | 1991 Erizo, 2002 an Abbrecher in Kuba |
| Bell Renown                  | Kagoshima Dock/117                    | 7709382            | 1978               | Bell Lines                                              | 1978–1991                 | 1991 Ola, am 9./10. Januar 2006 an der Küste Kubas havariert und danach verschrottet |
| Bell Resolve                 | Kagoshima Dock/118                    | 7709394            | 1978               | Bell Lines                                              | 1978–1993                 | zuletzt als Ocean Win in Fahrt |
| Bell Rival                   | Kagoshima Dock/116                    | 7709370            | 1978               | Bell Lines                                              | 1978–1982                 | 1982 Maretainer, 1985 Lynette, 1986 Zippora, 1987 Conto, 1988 Scott Challenger, 1988 Conto, 1991 Island, 1992 Fareast Fair, 2006 Long Tai 1, 2008 Hai Fu |
| Amazone                      | Sietas/985                            | 8703256            | 03.10.1987         | Kähler & Söhne, Mooregge                                | 1987–1997                 | 1996 Ilha Da Madeira, 2013 Basel S3, so 2024 in Fahrt |
| Jan Becker                   | Sietas/966                            | 8707771            | 30.10.1987         | Bernd Becker, Jork                                      | 1987–1997                 | 1998 Triton Loga, 2006 Mosa, 2007 Dan Supporter, 2013 Syros Wind, so 2024 in Fahrt |
| Jan Kahrs                    | Sietas/1000                           | 8815308            | 08.10.1988         | Johann Kahrs, Stade                                     | 1988–1997                 | 1998 Jan Caribe, so 2024 in Fahrt |
| Angela Jürgens               | Sietas/967                            | 8815293            | 12.11.1988         | Klaus Jürgens, Engelbrechtsche Wildnis                  | 1988–1997                 | 1996 Inishowen, 1998 Gera, 2001 Arfell, 2/2003 Gera, 12/2003 Vera, 2006 Marti Pride, 2008 Princess Sira, 2011 Montaser M., 2013 Taknis, 2014 Amazigh S1, 2018 NS Pride, so 2024 in Fahrt |
| Otto Becker                  | Sietas/935                            | 8818879            | 28.07.1989         | Rolf Becker, Jork                                       | 1989–1997                 | 2001 Maria Schepers, 2013 Provincias Unidas, so 2024 in Fahrt |
| Bell Pioneer                 | Teraoka/288                           | 8907668            | 1990               | Bell Lines                                              | 1990–1997                 | 1997 Ultra Contship, 1998 Ashdod Express, 1998 MF Ranger, 2000 Ultra Container, 2001 ZIM Novorossiysk I, 2001 Ultra Container, 2002 Nile Express, 2003 Ultra Container, 2003 Med Power, 2004 Ultra Container, 2004 Alcione, 2009 Egy Group, 2014 in Aliağa verschrottet.                                   |
| Bell Swift                   | Sietas/752                            | 7508271            | 1976               | –                                                       | 1991–1997                 | 1976 Jan, 1987 Arfell, 1990 Jan, 1991 Bell Swift, 1997 Swift, 2002 Line |
| Ady                          | Elbewerft Boizenburg/225              | 9107382            | 28.02.1995         | Hermann Schepers, Haren/Ems                             | 1995–1997                 | 1997 Ady, 2003 Novitas-H, 2014 PL Hau Lam, 2020 Shun Jie 39, 2023 SF Sailing, als Sarah 13 in Fahrt |
| Thea B                       | Elbewerft Boizenburg/226              | 9107394            | 30.06.1995         | Tesch Bereederung, Haren/Ems                            | 1996/97                   | Als Thea B auf Kiel gelegt, vor Fertigstellung verlängert, 1997 Thea B, 2013 Thea II, so in Fahrt. |
| Bell Atlas                   | Elbewerft Boizenburg/229              | 9110559            | 28.03.1996         | Vogt & Maguire, London                                  | 1996/97                   | als Marus in Fahrt |
| Daten: Equasis, grosstonnage |                                       |                    |                    |                                                         |                           | |